# José Gorostiza
Œuvres principales
- Canciones para cantar en las barcas (1925)
- Muerte sin fin (1939)

Compléments
- Membre de l'Académie mexicaine de la langue (1954-1973)

José Gorostiza (Villahermosa, 10 novembre 1901 – Mexico, 16 mars 1973) est un poète, écrivain, professeur, fonctionnaire et diplomate mexicain. Malgré la paucité de son œuvre, il est reconnu au sein des lettres mexicaines et hispaniques pour sa poésie moderne, en particulier le long poème Muerte sin fin (Mort sans fin).

## Biographie
Né le 10 novembre 1901 à Villahermosa, capitale de l'État de Tabasco, au sud-est du Mexique.
Il a été ambassadeur, sous-secrétaire et secrétaire aux Affaires étrangères. Il a présidé durant quelque temps la Commission nationale de l'énergie nucléaire. Très jeune, en 1925, il a publié ses Chansons à chanter en barque, qui, selon Federico de Onis, est une « résurrection moderne de la poésie populaire classique, avec des recherches dignes du lyrisme le plus pur ».
De 1928 à 1931, il se joignit au groupe de poètes de la revue Les contemporains (collectif d'artistes réunis autour de la revue éponyme et actif entre 1928 et 1931) dont les principaux membres étaient Xavier Villaurrutia, Carlos Pellicer, Jaime Torres Bodet, Bernardo Ortiz de Montellano et Salvador Novo. Influencés par la nouvelle poésie française (Valéry, Gide, Cocteau, Supervielle, Max Jacob) et par les poètes espagnols de leur génération (Lorca, Alberti, Jorge Guillén), les « Contemporains » étaient principalement préoccupés par l'esthétisme, la beauté de l'expression.
José Gorostiza publia en 1939 son chef-d'œuvre, Mort sans fin.
Il mourut au Mexique en 1973.

## Récompenses
- 1954 : Élection à l'Académie mexicaine de la langue (Academia Mexicana de la Lengua), où il occupe le siège 35 jusqu'à sa mort en 1973[2].
- 1964 : Premio Mazatlán de Literatura (Prix Mazatlán de littérature), remis à l'œuvre jugée la meilleure publiée l'année précédente, pour Poesía (Poésie).
- 1968 : Premio Nacional de Ciencias y Artes (Prix National des Sciences et des Arts), remis en reconnaissance à un individu ou un organisme ayant grandement contribué à l'enrichissement du patrimoine culturel et scientifique mexicain[3], dans la catégorie « Lingüística y Literatura » (« Linguistique et littérature »).

## Œuvres
- (es) Canciones para cantar en las barcas, 1925, poésie
- Mort sans fin et autres poèmes, La Différence, coll. « Orphée », 1991 ((es) Muerte sin fin, 1939), poésie, trad. Claude CouffonPréface de Vilma Fuentes. (Notice de l'éditeur)
- (es) Poesía, Fondo de Cultura Económica, 1964, poésieContient Notas sobre poesía (Notes sur la poésie, court essai sur la poésie en général et sa pratique poétique particulière), Canciones para cantar en las barcas (Chansons à chanter en barque, recueil de poèmes), Del poema frustrado (Du poème frustré, ensemble de poèmes non réunis en livre précédemment) et Muerte sin fin (Mort sans fin, long poème comprenant plusieurs sections).
- (es) Prosa, 1969, essais
- (es) Epistolario, 1918-1940, 1988, correspondanceÉdité par Guillermo Sheridan.
- (es) Poesía completa, 1996, poésieÉdité par Guillermo Sheridan.
- (es) Poesía y prosa, Siglo XXI Editores, 2007Édité par Miguel Capistrán.

## Dans la littérature
- Un passage du poème Mort sans fin est cité dans le roman de Carlos Castaneda, La Force du silence[4].
- Cette oeuvre est aussi citée en temps qu'Epigraphe dans La mort d'Artemio Cruz de Carlos Fuentes.